# Love Is (chanson de Vikki Watson)
Pour les articles homonymes, voir Love Is.
Love Is est la chanson de la chanteuse britannique Vikki qui représente le Royaume-Uni au Concours Eurovision de la chanson 1985 à Göteborg, en Suède.

## Eurovision 1985
La chanson est présentée en 1985 à la suite d'une sélection nationale.
Elle participe à la finale du Concours Eurovision de la chanson 1985, le 4 mai 1985 et atteint la 4ème place avec 100 points.